# Шинтан Яу
Яу Шинтан (кит. 丘成桐, піньїнь: Qiū Chéngtóng, Яу Синтхун[джерело?], англ. Shing-Tung Yau; нар. 4 квітня 1949, Шаньтоу, Гуандун, Китай) — китайський та американський математик.
Вивчав математику в Китайському університеті в Гонгконзі з 1966 по 1969 рік, потім в Каліфорнійському університеті в Берклі, де його керівником був Шиїнг-Шен Черн (Чень Сіншень). Після захисту дисертації в 1971 році працював в Інституті перспективних досліджень в Прінстоні, потім в Університеті Нью-Йорка в Стоуні-Брук. З 1976 Яу — професор Стенфордського університету, в 1984—1987 — Каліфорнійського університету в Сан-Дієго, з 1987 — Гарвардського університету (з 2008 очолив математичний факультет).
Важливим є внесок Яу Шинтан у диференціальну геометрію і топологію, де він використовував методи теорії диференціальних рівнянь в частинних похідних і методи алгебраїчної геометрії. Одним з головних досягнень Яу був доказ «Гіпотези Калабі» на класі многовидів, які отримали відтоді назву «многовиди Калабі-Яу». Ця теорема мала велике значення не тільки для чистої математики, але і для математичної фізики та стала основою для теорії струн. Учений здійснив також важливий внесок у математичну фізику, довівши (разом зі свої учнем Річардом Шеном) «теорему про позитивну енергію» у загальній теорії відносності.
Проявив себе Яу також у педагогічній діяльності, а також у розвитку математичної освіти в Китаї та серед китайців за кордоном.

## Нагороди та визнання
Яу здобув звання почесного професора багатьох китайських університетів, у тому числі Хунаньського педагогічного університету, Пекінського університету, Нанкайського університету та Університету Цінхуа. 
Він має почесні ступені багатьох міжнародних університетів, зокрема Гарвардського університету, Китайського університету Гонконгу та Університету Ватерлоо. Іноземний член національних академій наук Китаю, Індії та Росії.
Серед його нагород:
- 1975–1976: стипендія Слоуна[en];
- 1981: премія Освальда Веблена з геометрії;
- 1981: премія Джона Карті за розвиток науки, Національна академія наук США[7];
- 1982: медаль Філдса за «його внесок у диференціальні рівняння з частковими похідними, у гіпотезу Калабі в алгебраїчній геометрії, у гіпотезу позитивної маси загальної теорії відносності, а також у дійсні та комплексні рівняння Монжа–Ампера»;
- 1982: обраний членом Американської академії мистецтв і наук;
- 1982: стипендія Ґуґґенгайма;
- 1984–1985: стипендія Мак-Артура;
- 1991: премія Гумбольдта за дослідження, Фонд Олександра фон Гумбольдта, Німеччина;
- 1993: обраний членом Національної академії наук США;
- 1994: премія Крафорда.[8];
- 1997: національна наукова медаль США;
- 2003: премія Китаю за міжнародне науково-технічне співробітництво, за «його видатний внесок в КНР в аспектах прогресу в науці та техніці, підготовки дослідників»;
- 2010: премія Вольфа з математики за «його роботу в геометричному аналізі та математичній фізиці»[9];
- 2018: премія Марселя Гроссмана, «за доказ позитивності повної маси в теорії загальної відносності та вдосконалення концепції квазілокальної маси, за його доказ гіпотези Калабі, за його постійну надихаючу роль у дослідженні фізики чорних дір»[10];
- 2023: премія Шао з математичних наук[11]